# 2023年韩国洪灾

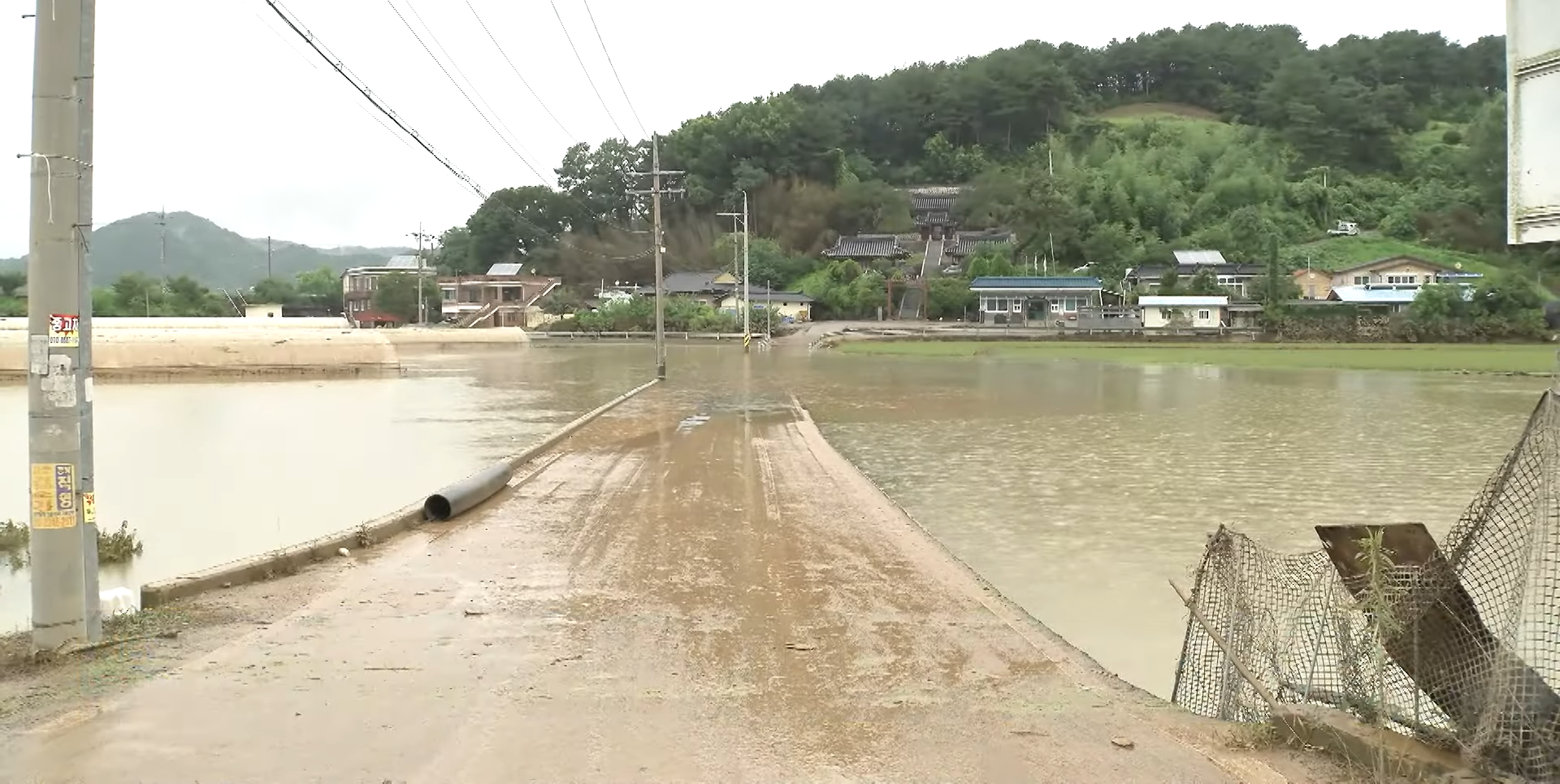
韩国水灾的景象

2023年7月，韩国多地连日遭遇强降雨天气，并发生山体滑坡和泥石流。在忠清北道清州市，10余辆车被积水困在隧道中，造成了14人死亡。截至当地时间17日，本次暴雨造成的水灾已导致41人死亡、9人失踪、34人受伤。